# Leiopus shibatai
Leiopus shibatai là một loài bọ cánh cứng trong họ Cerambycidae.